# George Karrys
George Karrys (* 15. Februar 1967 in Toronto, Ontario) ist ein kanadischer Curler. 
Sein internationales Debüt hatte Karrys 1998 bei den Olympischen Winterspielen im japanischen Nagano als Lead, nachdem die Mannschaft, in der er als Lead spielte, 1997 die kanadischen Olympic Curling Trails gewann. Die Mannschaft gewann die olympische Silbermedaille nach einer 3:9-Niederlage im Finale gegen die Schweiz um Skip Patrick Hürlimann.

## Erfolge
- 2. Platz Olympische Winterspiele 1998